# Pélican-Klasse
Die Pélican-Klasse war eine Klasse von zwei 50-Kanonen-Linienschiffen der französischen Marine, die von 1693 bis 1709 in Dienst stand.

## Einheiten
| Name    | Bauwerft         | Kiellegung | Stapellauf | Indienststellung | Verbleib |
| ------- | ---------------- | ---------- | ---------- | ---------------- | --- |
| Pélican | Werft in Bayonne | April 1692 | 1693       | Mai 1693         | Am 5. September 1697 nach einem Gefecht bei Fort Nelson (Seegefecht in der Hudson Bay) auf Grund der erlittenen Schäden gesunken |
| Mignon  | Werft in Bayonne | Juli 1692  | 1693       | Juli 1693        | Im Jahr 1709 auf Grund des schlechten Zustandes in Cartagena verkauft                                                            |

## Technische Beschreibung
Die Klasse war als Batterieschiff mit zwei durchgehenden Geschützdecks konzipiert und hatte eine Länge von 38,33 Metern (Geschützdeck), eine Breite von 10,56 Metern und einen Tiefgang von 4,06 Metern bei einer Verdrängung von 500 Tonnen. Sie waren Rahsegler mit drei Masten (Fockmast, Großmast und Kreuzmast). Auf der Spitze des Bugspriets war zudem noch eine Mars und ein weiterer kleiner Mast, der Sprietmast angebracht, an dem ebenfalls noch ein kleines Rahsegel gesetzt werden konnte. Der Rumpf schloss im Heckbereich mit einem Heckspiegel, in den Galerien integriert waren, die in die seitlich angebrachten Seitengalerien mündeten.
Die Besatzung hatte eine Stärke von 230 bis 280 Mann. Die Bewaffnung der Klasse bestand bei Indienststellung aus 50 Kanonen.
|                  | Unteres Batteriedeck            | Oberes Batteriedeck | Backdeck | Achterdeck    | Kanonen (Geschossgewicht) |
| ---------------- | ------------------------------- | ------------------- | -------- | ------------- | ------------------------- |
| Pélican          | 22 × 12-Pfünder                 | 20 × 8-Pfünder      | –        | 8 × 4-Pfünder | 50 Kanonen (111,606 kg)   |
| Mignon           | 10 × 18-Pfünder 12 × 12-Pfünder | 22 × 8-Pfünder      | –        | 6 × 6-Pfünder | 50 Kanonen (131,186 kg)   |
| Mignon (ab 1699) | 22 × 12-Pfünder                 | 22 × 8-Pfünder      | –        | 6 × 4-Pfünder | 50 Kanonen (113,564 kg)   |